# Słone (województwo lubuskie)
Słone (niem. Schloin) – wieś w Polsce, położona w województwie lubuskim, w powiecie zielonogórskim, w gminie Świdnica.

## Nazwa
W 1295 w kronice łacińskiej Liber fundationis episcopatus Vratislaviensis (pol. Księga uposażeń biskupstwa wrocławskiego) miejscowość wymieniona jest w zlatynizowanej formie Slone. Niemiecka nazwa Schloin jest zgermanizowaną formą wcześniejszej polskiej nazwy.

## Historia

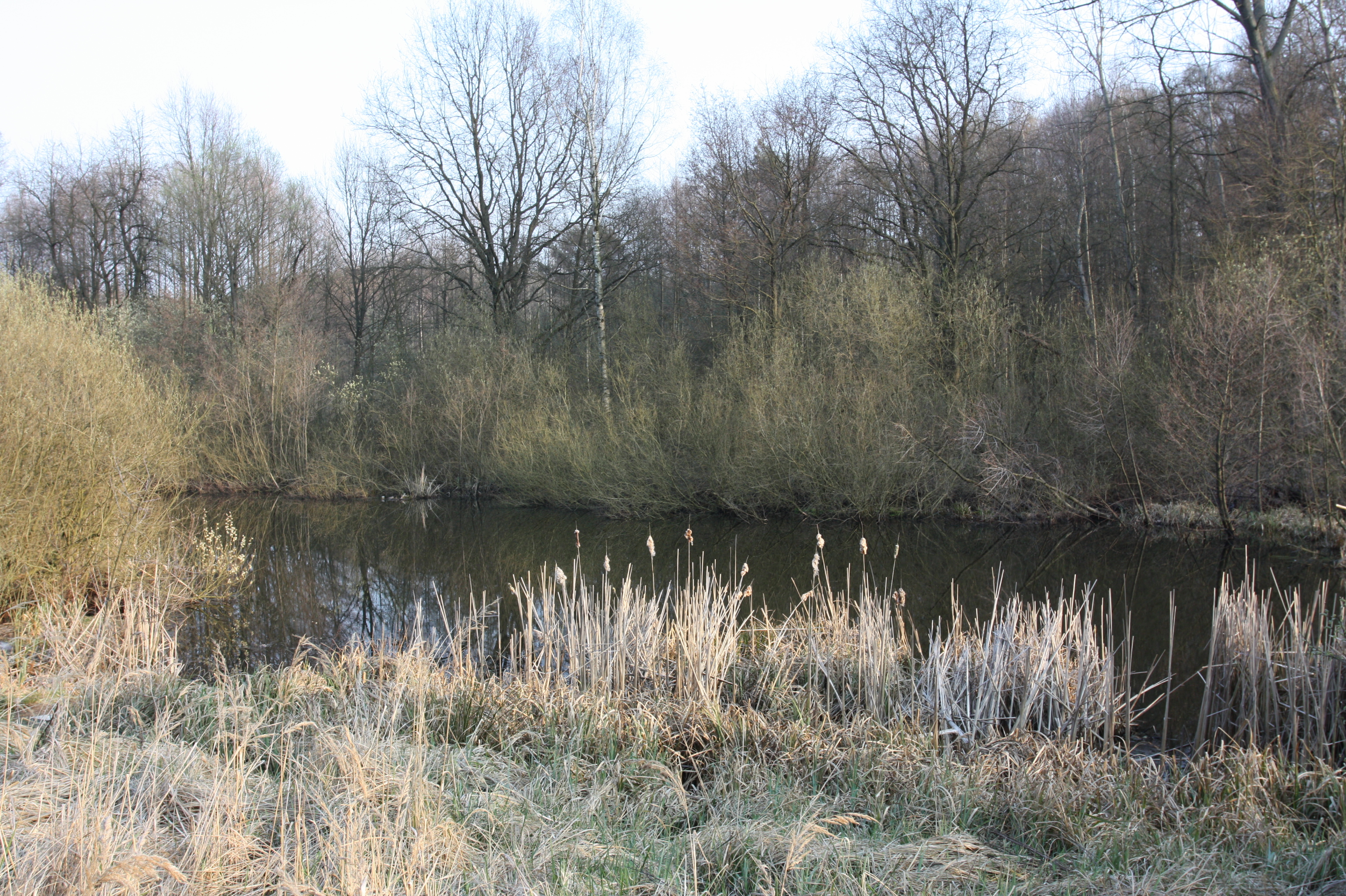
Staw pokopalniany na obrzeżach Słonego

Początki wsi sięgają co najmniej XIII wieku. Słone jest jedną z najstarszych osad w okolicach Zielonej Góry. Wieś rozwijała się wzdłuż koryta niewielkiego strumienia, do dziś płynącego przez środek osady. Na terenach wokół wsi znajdowały się złoża węgla brunatnego, który wydobywany był do 1948. Surowiec, którego wydobycie dochodziło do 100 ton dziennie, przewożony był do elektrowni w Zielonej Górze. Ślady pokopalniane widoczne są do dziś w postaci leśnych zapadlin lub stawów pokopalnianych.
W latach 1975–1998 miejscowość położona była w województwie zielonogórskim.
W Słonem w 1561 urodził się Bartłomiej Pitiscus – matematyk, astronom i teolog.